# Anna Samójina
Anna Samójina (ruso Анна Владленовна Самохина, nombre de nacimiento Anna Vladlénovna Podgórnaya) (14 de enero de 1963-8 de febrero de 2010), fue una actriz y empresaria rusa. 
Samokhina comenzó su carrera cinematográfica en 1980. Contrajo matrimonio con Dmitry Konorov  del 1994 al 2001 y luego con Aleksandr Samokhin del 1979 al 1994. Fue madre de Alexandra Samokhina.
A finales de la década de 1990, dejó el cine para ocuparse principalmente en su negocio un restaurante.
Unos días antes de la muerte del ministro de Cultura Alexander Avdeev firmaron un decreto que confiere el título de Anne Samokhina Artista de Honor de Rusia.
Falleció el 8 de febrero de 2010, a los 47 años de cáncer de estómago.

## Filomografía
- 1988, Prisionero del castillo de If
- 1988, Ladrones en ley
- 1989, Don César de Bazán
- 1990, La caza real
- 1990, Día de la mujer
- 1991, Manada de lobos
- 1992, Tartufo
- 1993, Pasión por Angélica
- 1995, Detonator
- 1999, Servicio chino
- 2003, El gángster de Petersburgo
- 2001,  Cuervo negro